# اصلاح صورت

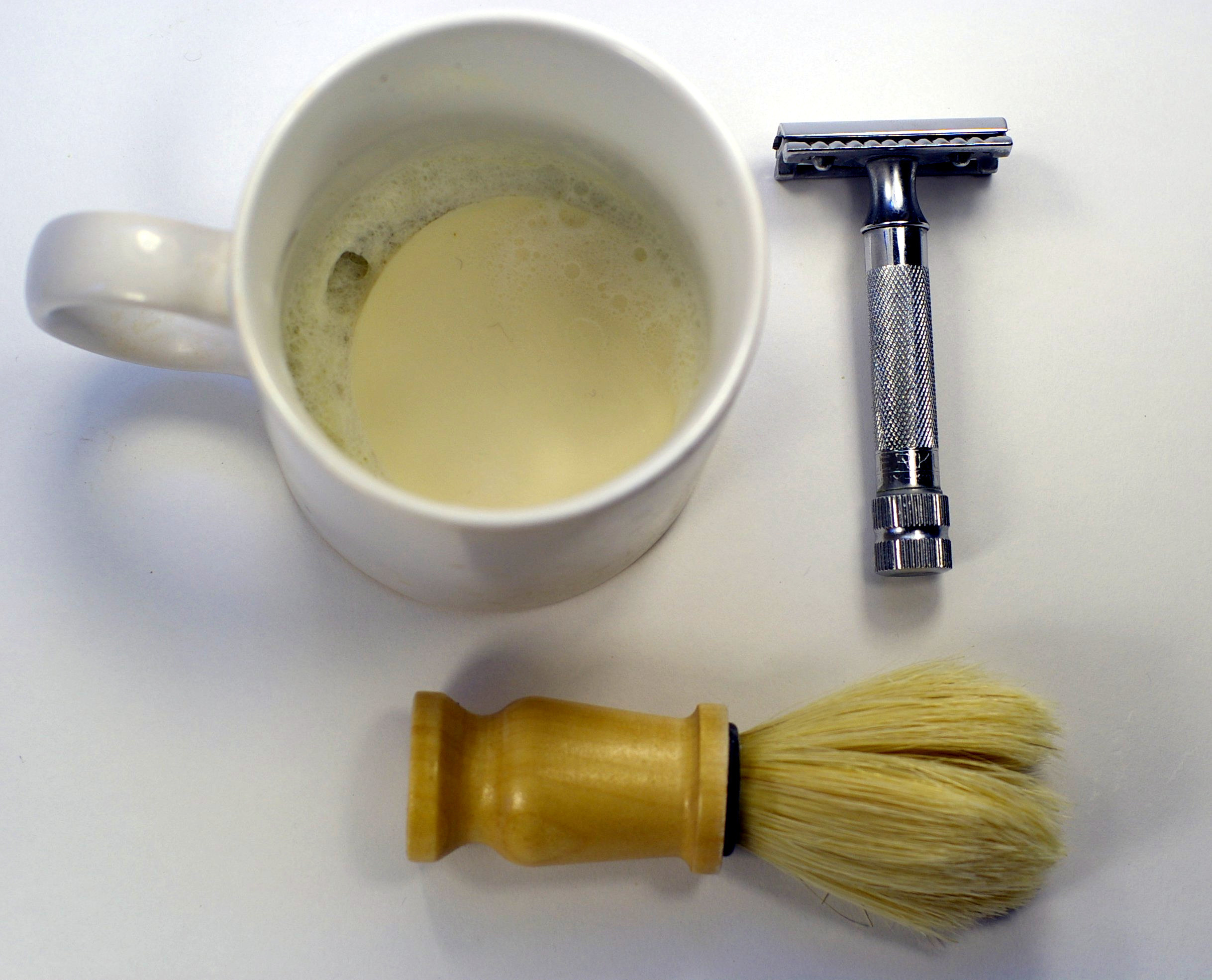
ادوات قدیمی اصلاح

اصلاح صورت (انگلیسی: Shaving) به تراشیدن موی صورت با تیغ اصلاح گفته می‌شود. برای این کار معمولاً از کف ریش یا خمیر ریش استفاده می‌شود.